# モシュチェナ
モシュチェナ (ウクライナ語: Мощена, ポーランド語: Moszczana, 英語: Moshchena) は、ウクライナのヴォルィーニ州にある村である。人口は581人。村の発足は1543年である。